# Villa Pompeiana
Villa Pompeiana è una frazione del comune lombardo di Zelo Buon Persico.
Al censimento 2001 contava 25 abitanti.

## Geografia fisica
Il centro abitato è sito a 89 metri sul livello del mare.

## Storia
Alcuni studiosi ritengono che il nome "Villa Pompeiana" derivi dal fatto che proprio in quest'area si trovassero una villa e addirittura un porto fluviale fatto costruire dal patrizio romano Gneo Pompeo Strabone (150-80 a.C.). In suo onore, dopo la conquista della Gallia Cisalpina da parte dei romani, il maggior abitato della regione a sudest di Mediolanum (Milano) venne ribattezzato come Laus Pompeia (oggi è Lodi Vecchio).

È certo che Villa Pompeiana era parrocchia prima di Mignete e passò sotto la medesima nel 1577, a seguito di un'alluvione del fiume Adda che travolse case e chiesa, con relativi documenti e registri dell'archivio parrocchiale.
Non si hanno notizie né documenti nell'archivio di Mignete riguardanti Villa Pompeiana.
I fedeli di Villa, rimasti privi della chiesa a seguito dell'alluvione, costruirono in luogo elevato un oratorio dedicato a San Michele Arcangelo.
In occasione di un'ultima pestilenza l'oratorio fu adibito a lazzaretto per ricovero degli appestati.
Villa Pompeiana fu feudo dei Cani, Signori di Bisnate; vi era allora un porto sull'Adda. Ai Cani successero, nel feudo i Triulzi nel 1647. Il 5 gennaio 1727, Giovanni Battista Modignani, Presidente del Senato di Milano, nel suo testamento, lasciò all'Ospedale di S. Stefano di Lodi alcuni beni di Villa P., con carico di messe.
In età napoleonica (1809-16) Villa Pompeiana fu frazione di Mignete, recuperando l'autonomia con la costituzione del Regno Lombardo-Veneto.
All'Unità d'Italia (1861) il comune contava 234 abitanti.
Nel 1869 Villa Pompeiana fu aggregata a Zelo Buon Persico.

### Ritrovamenti archeologici
Nel Mortone, presso Villa Pompeiana, è stata rinvenuta nel 1977 una piroga monossile, ossia un'imbarcazione molto primitiva, costituita da un unico, enorme tronco d'albero appositamente scavato. Dopo la pulitura e le analisi al radiocarbonio, risulta che la piroga risale al 490 d.C. Dopo la frazione Mignete, sulla sinistra, si gode la vista del Mortone, un'area paludosa, vasta circa 30 ettari, coperta di canneti palustri, con sorgenti e un corso d'acqua libera, un punto di ritrovo per numerose specie di uccelli.

## Società

### Religione
Nel nucleo abitato è sito un piccolo oratorio dedicato a San Michele, dipendente dalla parrocchia di Mignete.